# 乐城领村革命烈士纪念碑
乐城领村革命烈士纪念碑，位于中国广东省肇庆市高要市领村长岗山顶，主要是纪念乐城领村及周边村庄的革命烈士。1989年11月30日，列入高要市文物保护单位。